# MGMT
MGMT (poprzednio The Management) – amerykański zespół rockowy działający w Brooklynie w Nowym Jorku. W skład zespołu wchodzą Ben Goldwasser i Andrew VanWyngarden. Na trasach koncertowych grupy uczestniczą dodatkowo Will Berman (perkusja) i James Richardson (gitara). Ich pierwszą wytwórnią była nowojorska Cantora Records, w 2006 podpisali kontrakt z Columbia Records. 
W tym samym roku magazyn Rolling Stone umieścił MGMT w zestawieniu dziesięciu „Artystów, których należy obserwować w 2008”.

## Dyskografia

### Albumy
- Oracular Spectacular (22 stycznia 2008)
- Congratulations (2010)
- MGMT (2013)
- Little Dark Age (2018) – złota płyta w Polsce[2]
- 11•11•11 (2022)
- Loss of Life (2024)

### Minialbumy
- We (Don't) Care EP (2004)
- Time to Pretend EP (2005)
- Congratulations Remixes (2011)

### Single
- „Weekend Wars” (2007)
- „Time to Pretend” (2008)
- „Electric Feel” (2008)
- „Metanoia” (2008)
- „Kids” (2008)
- „Flash Delirium” (2010)
- „Siberian Breaks” (2010)
- „It's Working” (2010)
- „Congratulations” (2010)
- „Alien Days” (2013)
- „Your Life Is a Lie” (2013)
- „Little Dark Age” (2017) – platynowa płyta w Polsce[3]
- „When You Die” (2017)
- „Hand It Over” (2018)
- „Me and Michael” (2018)
- „In The Afternoon” (2019)
- „As You Move Through the World” (2020)
- „Mother Nature” (2023)
- „Bubblegum Dog” (2023)